# Healey and Combhill
Healey and Combhill var en civil parish 1866–1955 när det uppgick i Nunnykirk, i grevskapet Northumberland i England. Civil parish var belägen 14 km från Morpeth och hade 12 invånare år 1951.